# Piptochaetium
Piptochaetium là một chi thực vật có hoa trong họ Hòa thảo (Poaceae).

## Loài
Chi Piptochaetium gồm các loài: